# プレッツェル

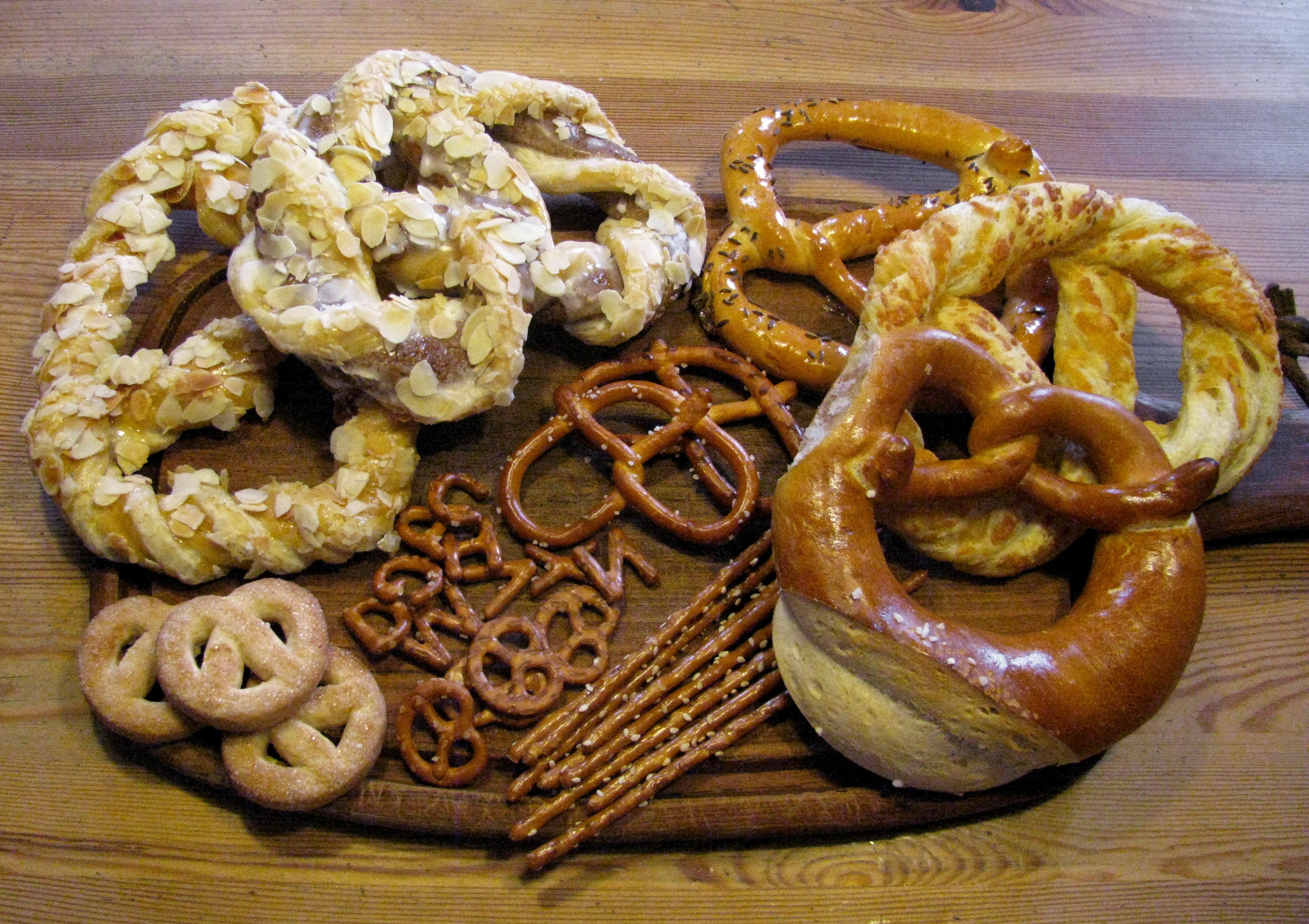
プレッツェル

プレッツェル（ドイツ語: Brezel、ブレーツェル）は、ドイツ発祥の焼き菓子パン。独特な結び目の形に作られている。
小麦粉とイーストを原料とし、焼く前に数秒間水酸化ナトリウム水溶液(3-5％)につける。焼ける間に空気中の二酸化炭素と反応して炭酸ナトリウムと水に変化し、表面が特徴的な茶色になる。稀に炭酸水素ナトリウム水溶液にくぐらせることもある。ドイツ語圏ではアルカリ溶液を意味する Lauge を付け加えて、Laugenbrezel（ラウゲンブレーツェル）とも呼ばれる。焼き上がりに粒状の塩がまぶされるのが通例である。

## 概要
プレッツェルには柔らかく焼き上げた大きい種類と、固く焼いた小さい種類がある。パンのように柔らかく焼き上げたプレッツェルは、焼きたてを食べる。ただ、長期保存には向いていない。スナック菓子のように固く焼きしめた小さいプレッツェルは保存性がある。
ドイツにおいては伝統的なスナックとして親しまれている。ドイツではブレーツェルの売り子が、ビールを飲む場所を回ってビールを飲んでいる客に販売する伝統がある。また、オクトーバーフェストに代表されるビール関連のイベントでは定番のつまみの一つとなっている。ドイツ語圏では様々な呼び方があり、例えばバイエルン地方では「ブレーツン（Brezn）」や「ブレーツェ（Breze）」、バーデン・アレマン語では「ブレーチル（Bretchl）」と呼ばれる。
北米ではスナック菓子タイプのプレッツェルとパン・タイプのプレッツェルの両方が普及しており、どちらも同じPretzel（プレッツェル）の名称が使われている。プレッツェルはビールを飲むときのおつまみや、スポーツ観戦時のスナックとして食べられている。アメリカのプレッツェル市場は1億8000万ドルを超える巨大な産業である。

## 歴史

### 名称
形状が交差した腕を連想させるように、語源は「腕」を意味するラテン語brachium に由来する。古高ドイツ語 brezitella を経て、現代の諸方言につながっている。

### 起源
プレッツェルの起源ははっきりわかっていないが、一般的な説では、プレッツェルはブレーツェル Brezel、あるいはブレーツェ Brezeと呼ばれている南ドイツ（バーデン地方）の焼き菓子が広まったものとしている。それ以外にもドイツとの国境に近いフランス・アルザスの料理であるとする説もある。最初に作られたのは中世ヨーロッパ時代とする説もあれば、ローマ帝国時代だとする説、他にも古代ケルト人の菓子であったとする説もある。

### 形状
プレッツェルの独特の形についてもいろいろな説がある。窃盗の罪を犯したパン職人が、一つのパンから太陽を一つの角度から3度見ることができれば牢獄に入らなくても良いと領主に言われ、生地をプレッツェルの形にねじり上げて焼き上げたという伝承がある。プレッツェルの形は祈りをささげている修道士をかたどったものだとする伝承がある。また別の伝承によるとこの3つの穴はキリスト教の三位一体を象徴しているとする。プレッツェルはパン屋のシンボルとして、よく店の看板やマークに使用されることがある。かつてドイツでは3つの輪をつなげた看板がパン屋の看板として使われていたが、プレッツェルの形が看板として使われたのか、プレッツェルが看板の形に作られたのかはっきりしない。しかし、いずれの伝承も後付けされたものとも言われており、正確な答えは不明である。

### アルカリ溶液の使用
製造過程でアルカリ溶液（ラウゲ）を使用するに至った理由についても明らかになっていないが、19世紀にミュンヘンの職人が通常は砂糖水を用いるところ誤って天板洗浄用の苛性ソーダ液を塗ってしまったという説や、15世紀にシュヴァーベンの職人がブレーツェルの製造中、猫が天板に飛び乗った拍子にブレーツェルがラウゲ入りのバケツに入ってしまったという説がある。

## ドイツ以外の国家での事情
北米

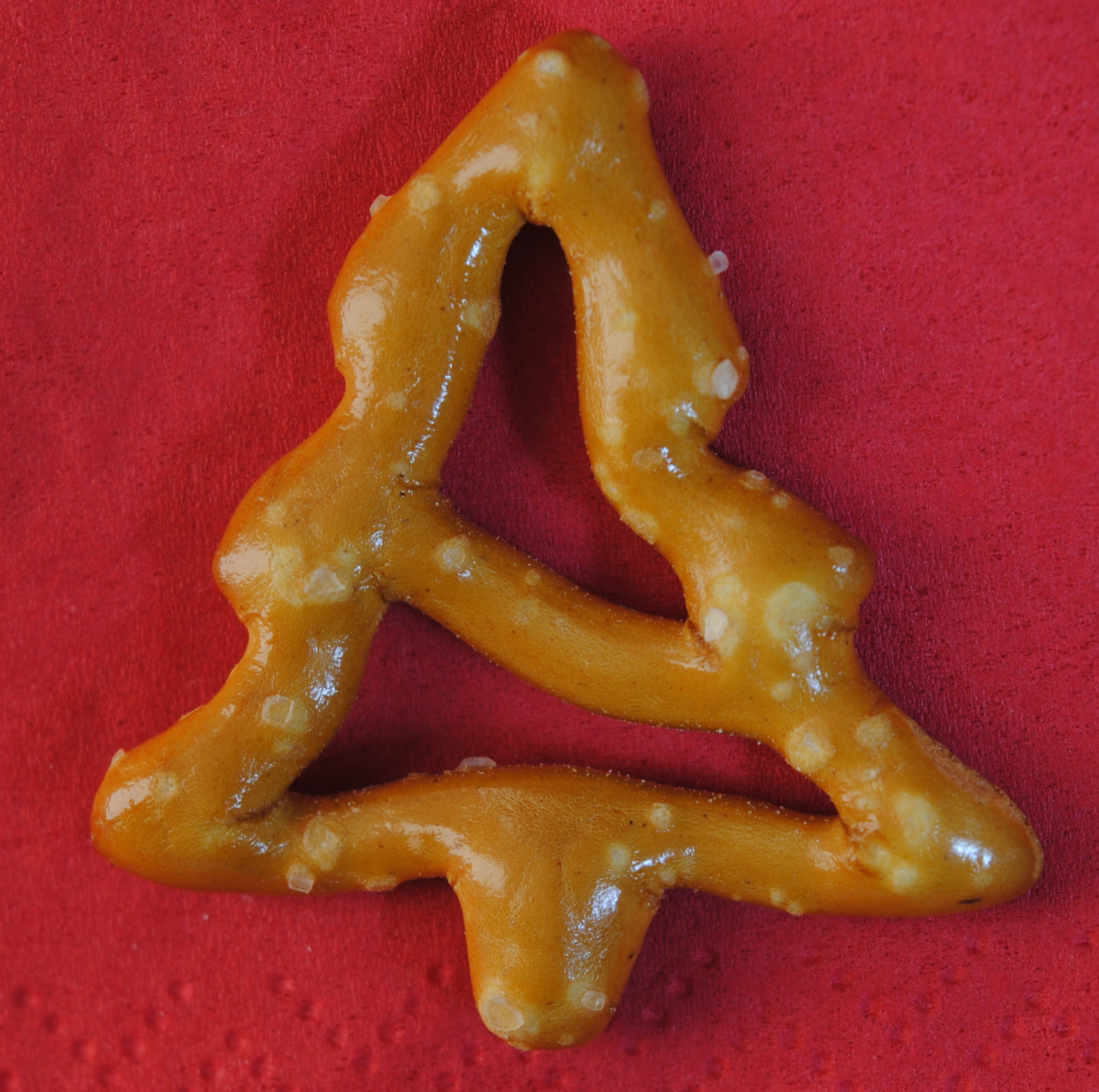

アメリカとカナダではスーパーマーケットなどで手軽に買えて日持ちのするスナックタイプのプレッツェルが一般的である。スナックタイプのプレッツェルは伝統的なプレッツェルの形状だけでなく、棒状のプレッツェル・スティックスも販売されている。但し、棒状のプレッツェル・スティックスの発祥地もドイツである。
ベーグルのような生地を用いて特に柔らかく焼かれたソフトプレッツェルは、アメリカでもパン屋などでしばしば販売されている。マスタードをつけて食べたり、一般的な塩味ではなく甘く味付けして売られたりする。
ポーランド
特に中世以来ポーランド王ヤン1世の勅令にのっとった製法を守り古都クラクフの旧市街とその周辺の決められた地域でのみ製造が許可され、同地域内に出店する公認屋台だけで販売が許可されるソフトプレッツェルはベーグルのもとになった食べ物と推定されており、これは「オブヴァジャーネック（the Obważanek）」と呼ばれる。ヨーロッパ連合（EU）の法律によって、2010年10月30日よりこのプレッツェルだけがこの「オブヴァジャーネック」の名称の使用を許されている。この食べ物はプレッツェルとベーグルの両方に共通する特徴があり、英語ではポーランドのプレッツェルとして紹介されることもあればポーランドのベーグルとして紹介されることもある。
スイス
北部では柔らかいプレッツェルをサンドイッチに使うことがある。
ハンガリー
ペレツ perec と呼ばれる。これではスラヴ語で「胡椒」を意味する語と同じになってしまう（ クン地方伝統ペレツ）。
日本
日本ではグリコのプリッツを代表とするスティックタイプのプレッツェルが製造されており、広く親しまれている。またアメリカ製のハードタイプのプレッツェルも販売されており、輸入食料品店などで入手することができる。無印良品などもスナックタイプ（ハードタイプを砕いて一口大にしたものに、チーズパウダーなどで味付けを施したもの）を販売している。

## ギャラリー

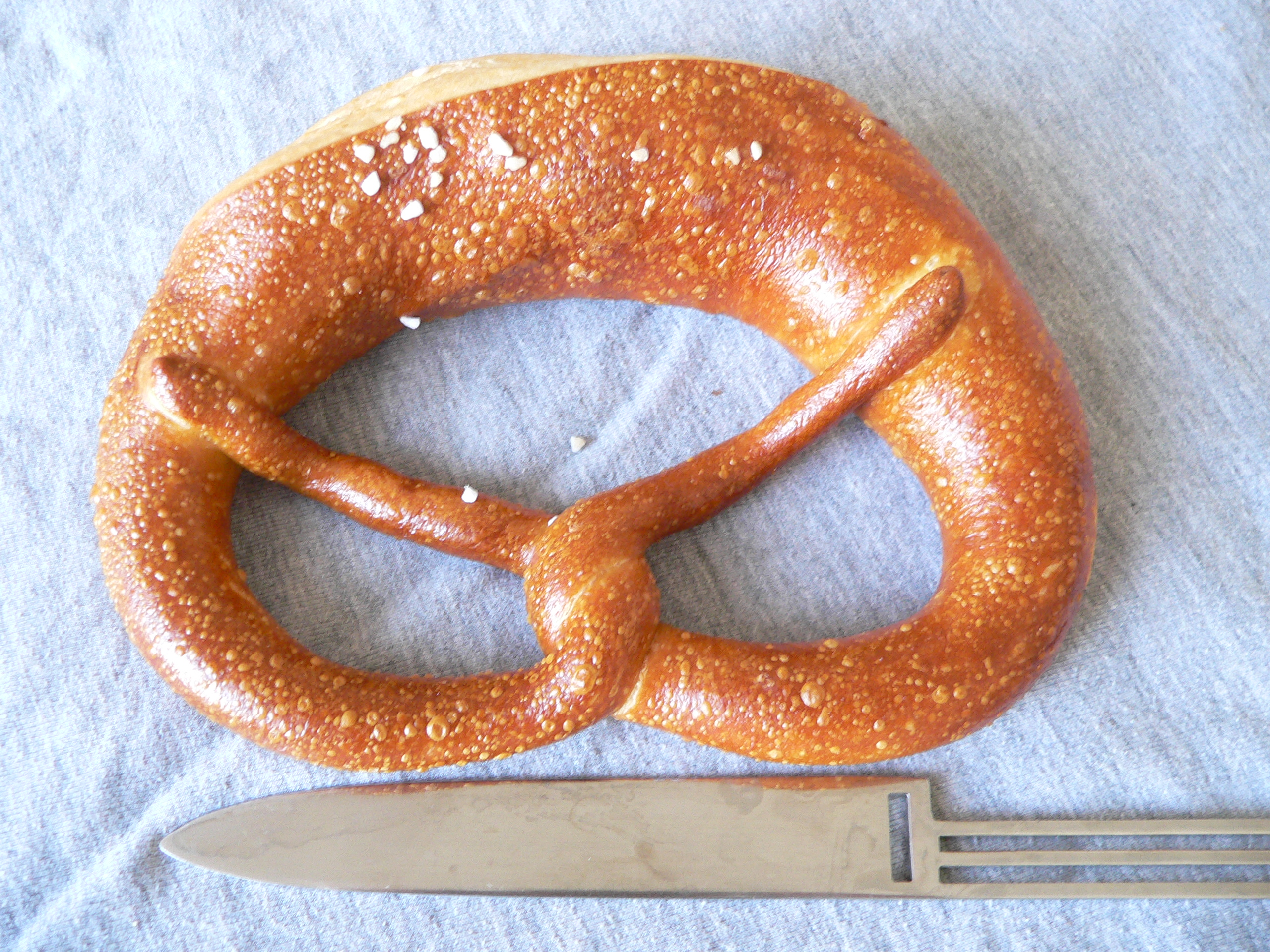
ドイツの伝統的なプレッツェル
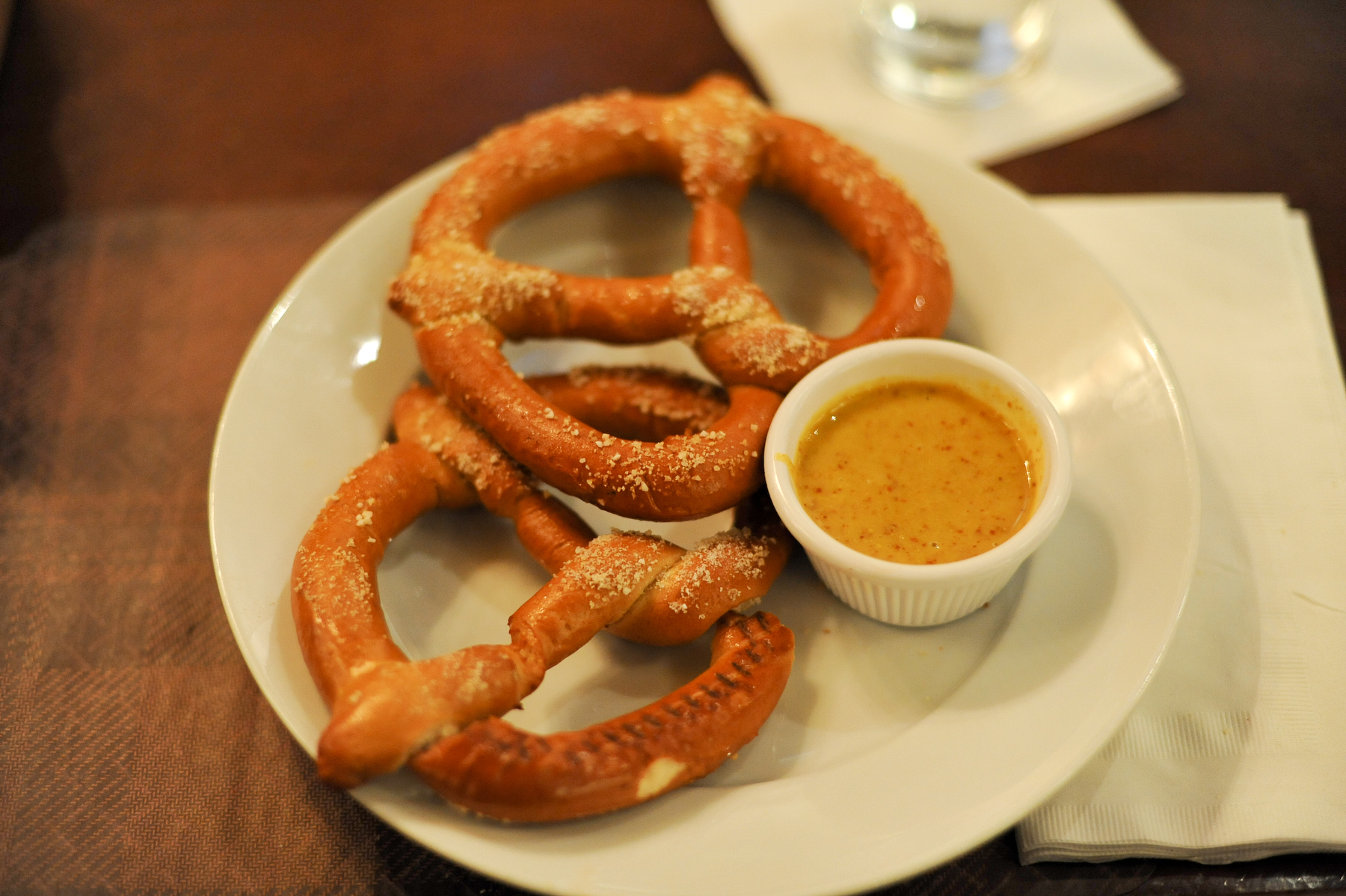
北米のプレッツェル
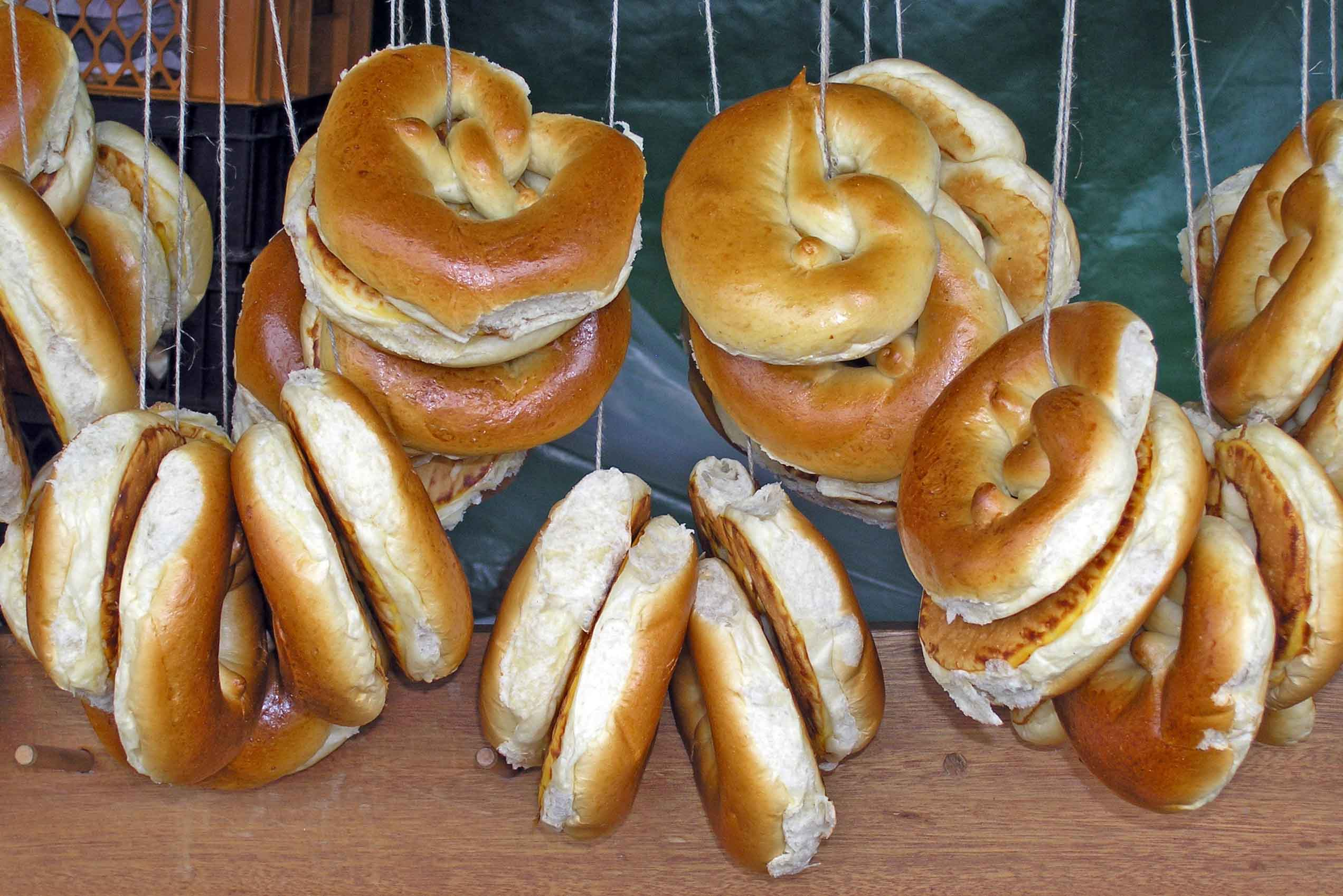
ソフトタイプのプレッツェル
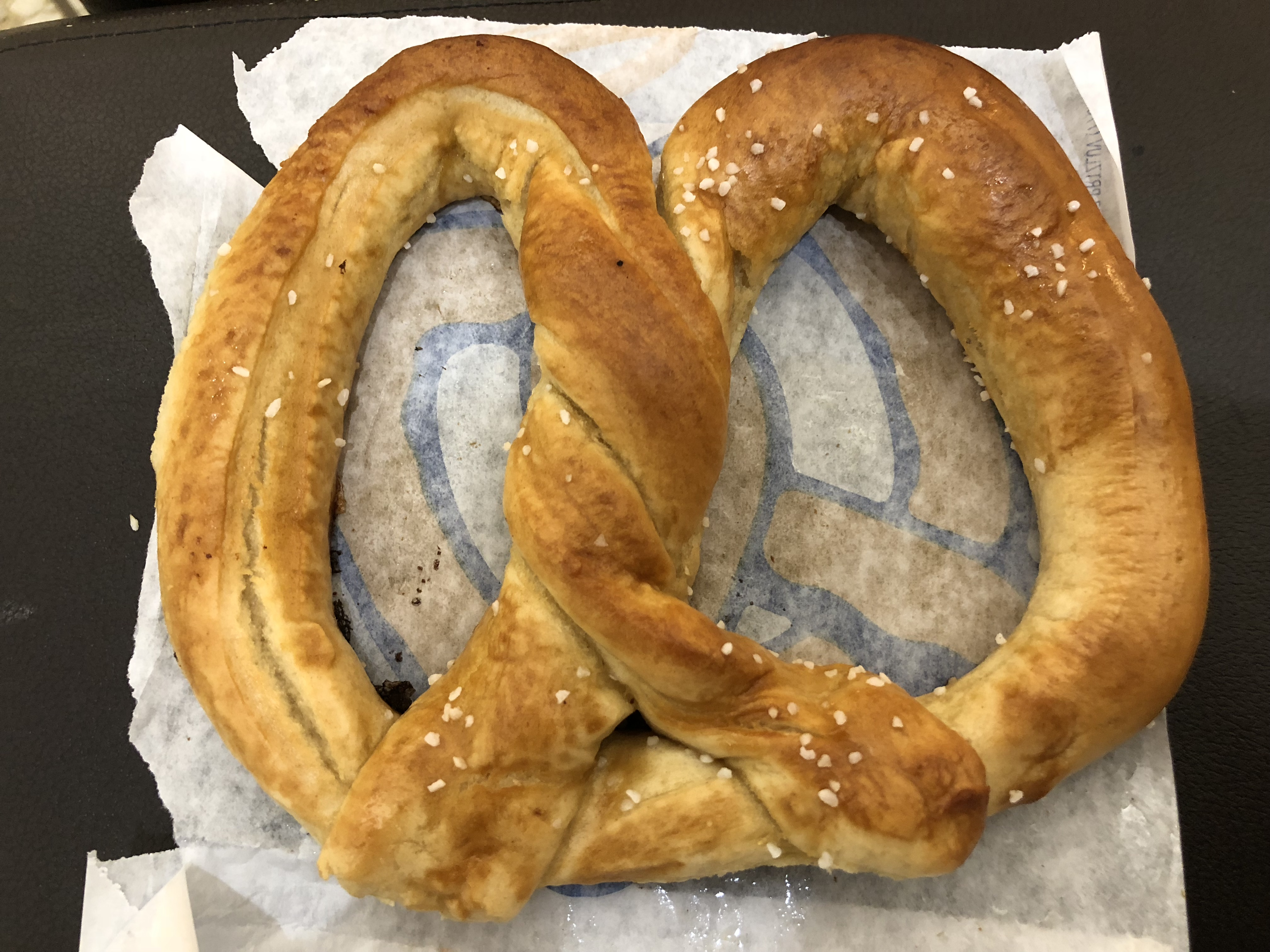
アンティ・アンズのプレッツェル
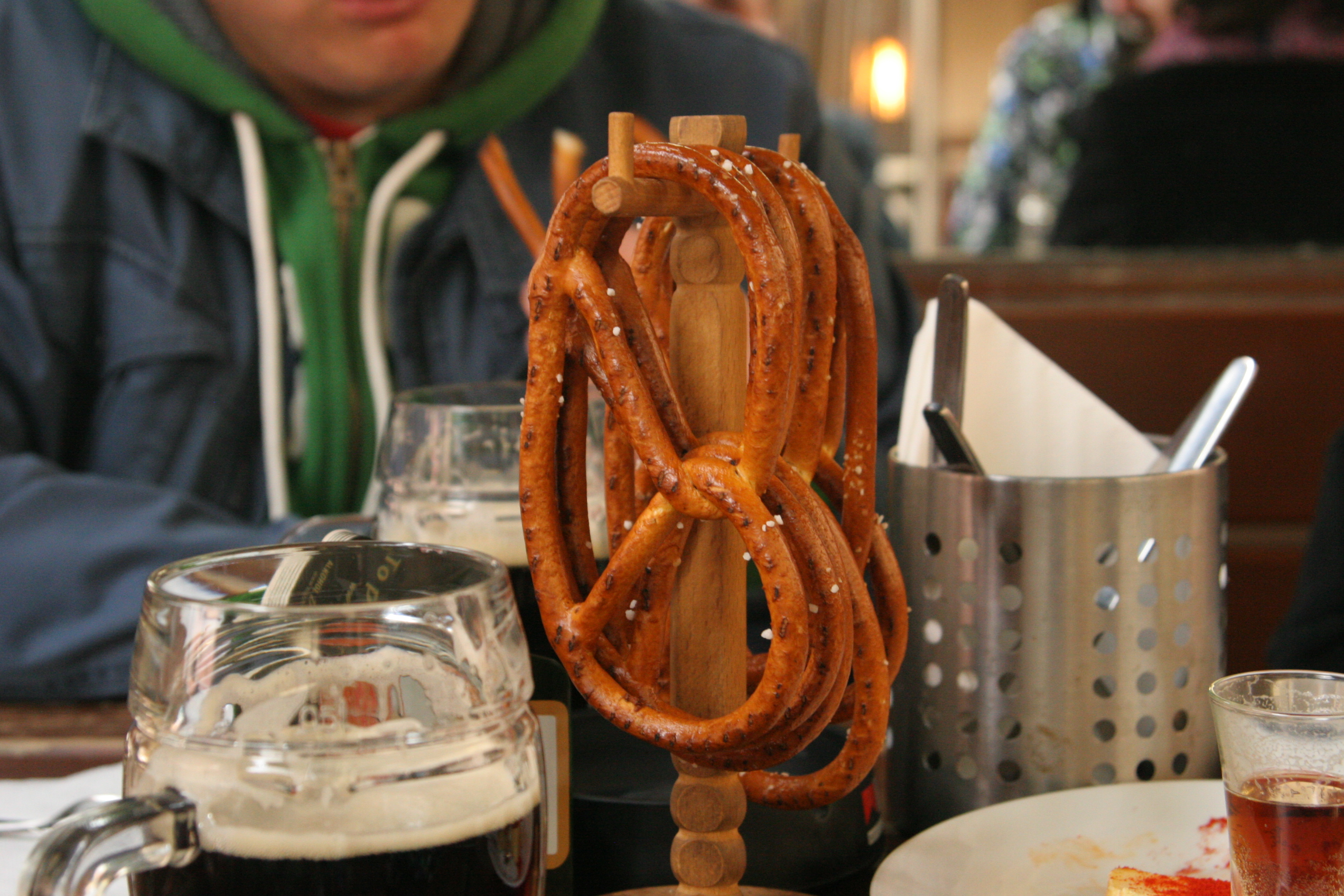
ビールの友として
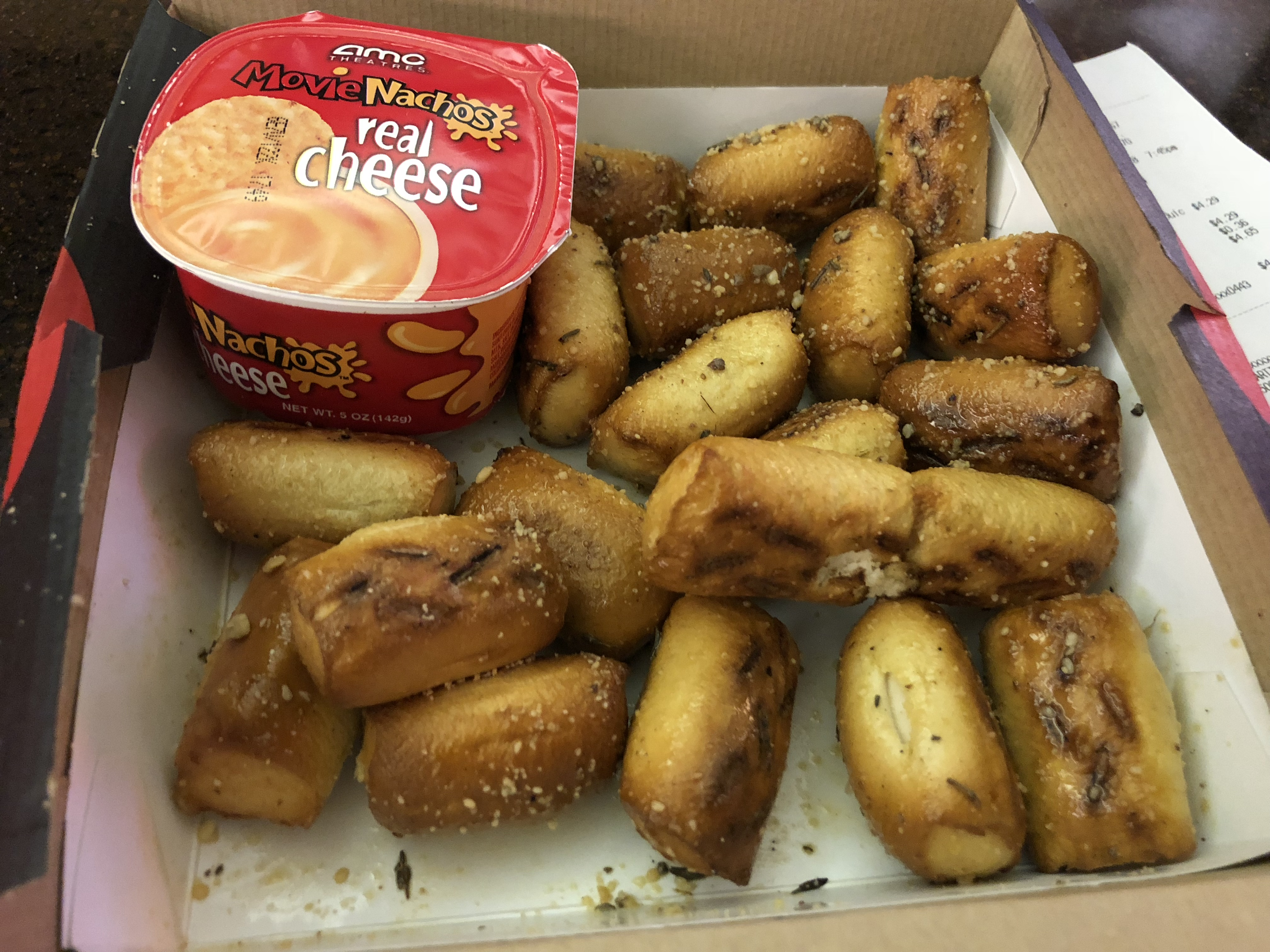
ひとくちサイズのプレッツェル
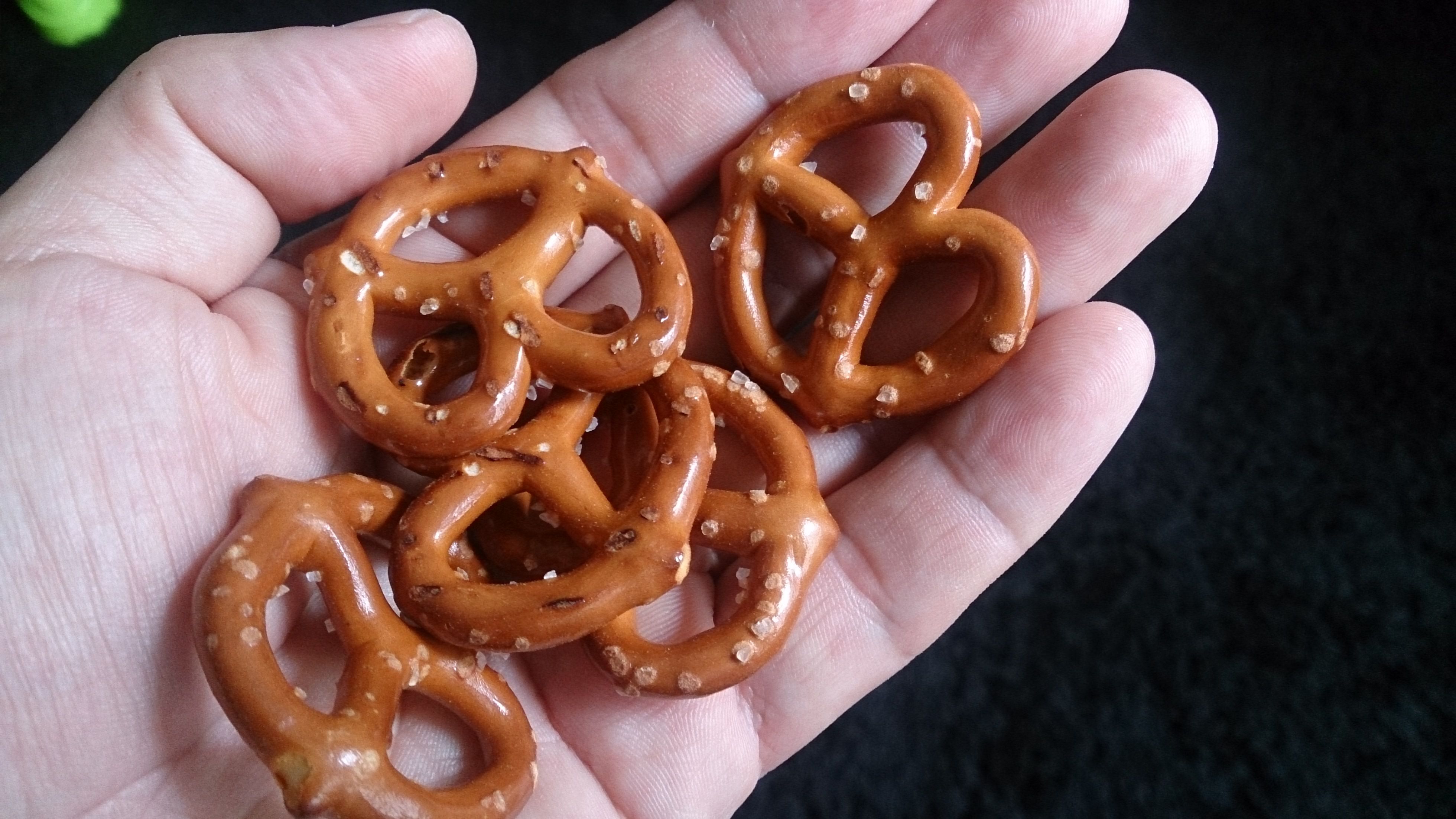
スナックタイプのプレッツェル
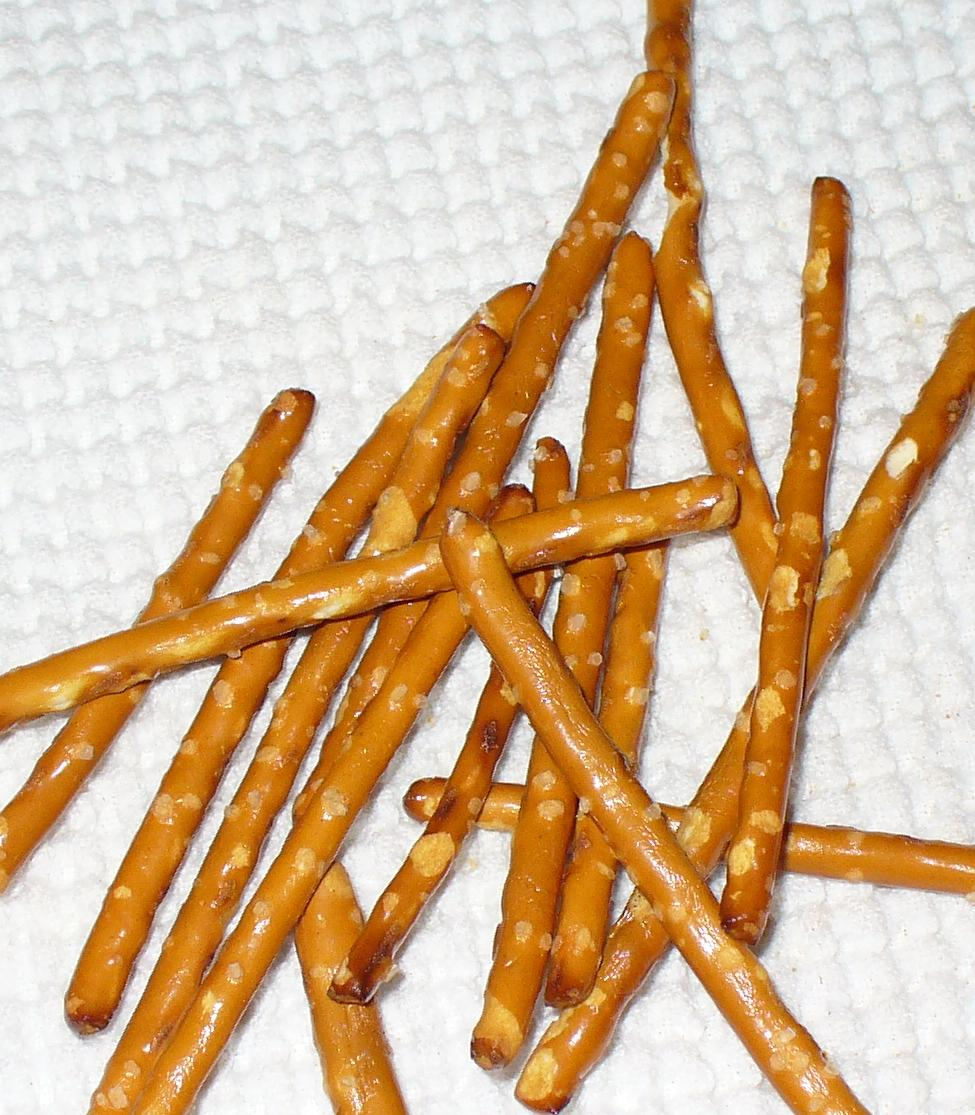
棒状プレッツェル
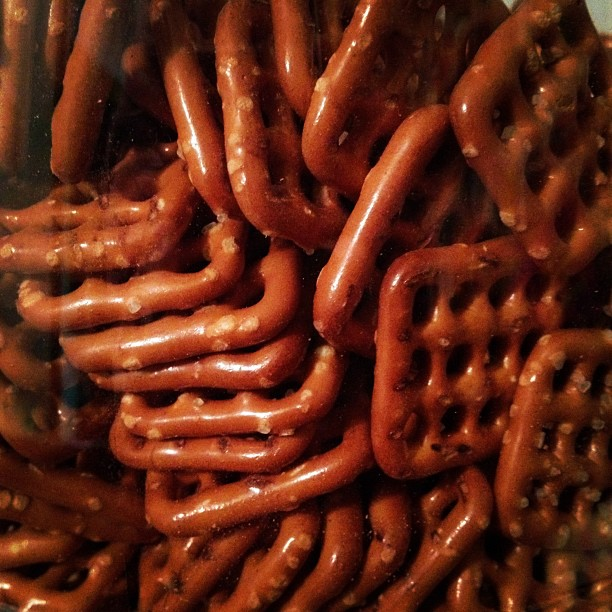
四角いプレッツェル
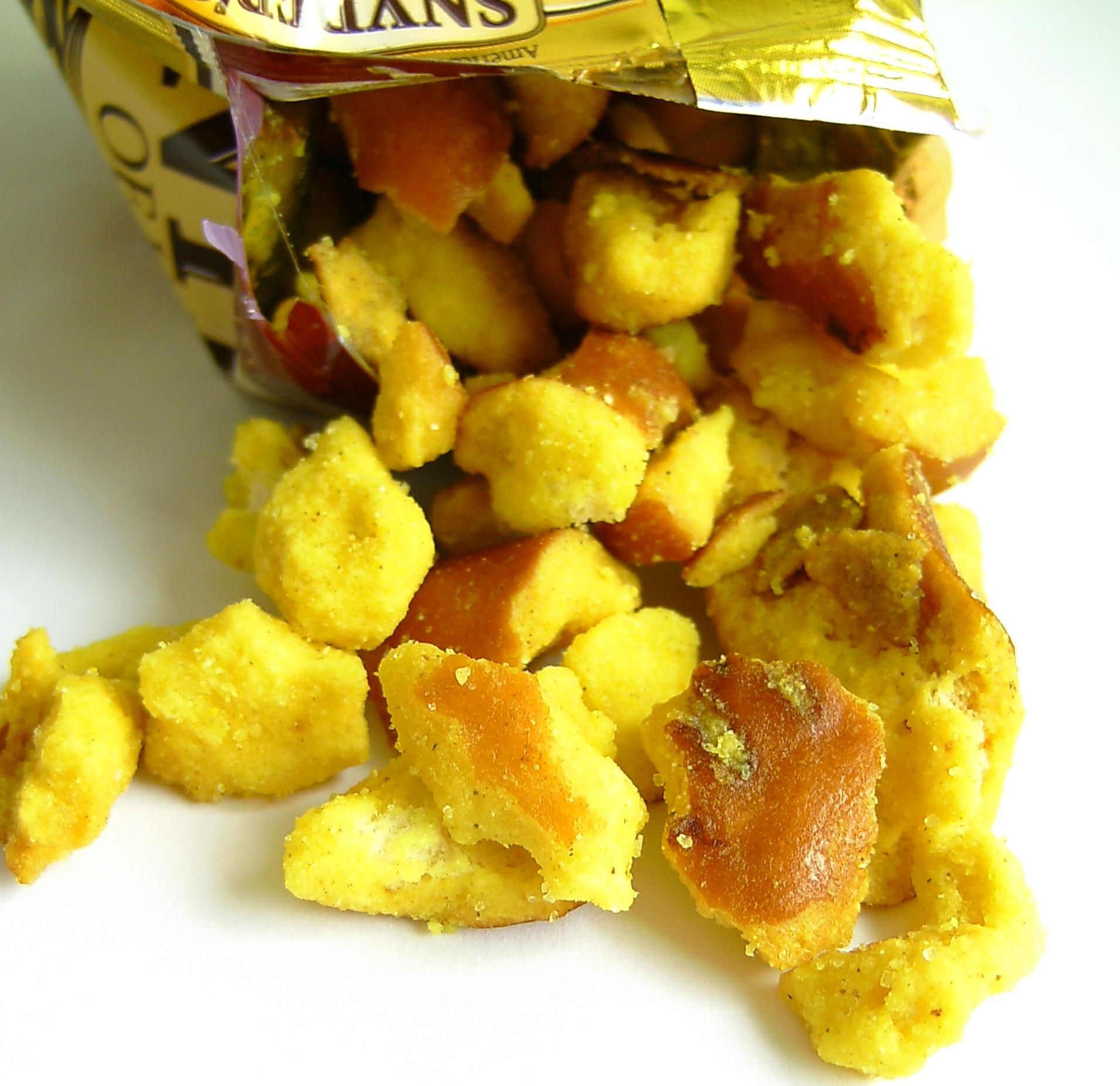
砕いて味付けされたスナック菓子